# Универсал (документ)
Универса́л (пол. uniwersal — королевская грамота, от лат. universales litterae — послания, предназначенные для всех, открытые, публичные, торжественные) — циркулярная грамота, письменный манифест, законодательный или распорядительный акт административно-политического содержания в Речи Посполитой (в XV—XVIII веках) и Войске Запорожском (в XVII—XVIII веках), также грамоты на владение каким-либо имением. 
Манифест издавался королями польскими, сеймом, гетманами Короны Польской, Великого княжества Литовского и Войска Запорожского, например Белоцерковский универсал Богдана Хмельницкого. В Войске Запорожском иногда издавались представителями генеральной старшины и полковниками. Имели высшую юридическую силу по отношению к другим правовым документам. Обычно универсал состоял из вступления, протокола (имя и полный титул автора, имя того, кому универсал предназначался), конкретного распоряжения и заключительного протокола (полный титул и личная подпись автора). Универсалы могли быть как общими, относящимися к всему населению (обычно содержали общие постановления административного или судебного характера, сообщения всеобщего характера), так и специальными, относящимися к отдельным организациям или группам населения.

## Универсалы в Речи Посполитой
Каждое обращение короля к народу, к шляхте, к Речи Посполитой называлось универсалом. Посредством универсалов король созывал сеймы и всеобщее ополчение шляхты против неприятеля. Королевский универсал подписывался королём и скреплялся коронной печатью. До 1564 года универсалы королей польских издавались на латинском языке. Употребительной формой обращения короля к народу было: universis et singulis, praesentibus et futuris (всем и каждому в отдельности, настоящим и будущим). Королевские универсалы, касающиеся налогов, подлежали утверждению в сейме.
В периоды междуцарствия универсалы издавал архиепископ гнезненский (примас), при этом они имели силу королевских.
Предположительно с 1564 года сеймы издают один за другим «податные универсалы». Когда Речь Посполитая клонилась к упадку, что случалось не раз, канцелярия податных универсалов затрагивала в них совершенно посторонние дела, часто даже проводила этим путём новые постановления, в свою очередь, сеймы много раз запрещали вводить в податные универсалы что-либо, имеющее вид закона.
После падения Речи Посполитой только один раз была применена форма универсала: когда Наполеон вступил в Польшу в 1806 году, Юзеф Радзиминский, старый гнезненский воевода, издал универсал к шляхте относительно всеобщего ополчения.

## Универсалы гетманов (XVII—XVIII века)

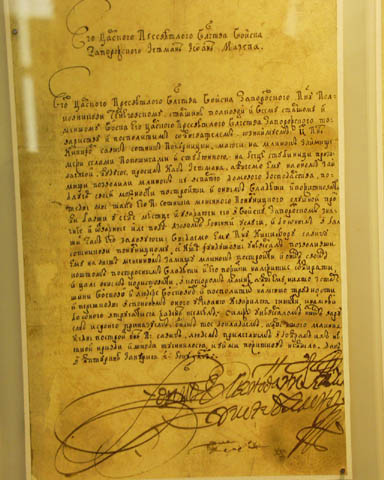
Универсал гетмана Ивана Мазепы о взимании налогов с мельниц. 1695 год

В Войске Запорожском наиболее выразительную и устоявшуюся форму универсалы получили со времени провозглашения гетманом Богдана Хмельницкого. В значительной степени именно через универсалы гетманы регулировали отношения между гетманом и генеральной старшиной, военные дела (приказы о выступлении в поход, о несения сторожевой службы, о расквартирования войск и тому подобное), хозяйственная деятельность (раздача и подтверждения земельных владений, подтверждение купчих, завещаний, разделения земли и другого имущества), текущее управление (назначение на правительственные должности, взыскание налогов, предоставление привилегий, относительно внешней политики) и другое.
Отдельную группу составляли универсалы о назначениях на военные должности, утверждения кандидатур на гражданские и духовные должности и тому подобное. С середины XVII века стали появляться универсалы, согласно которым те или иные особы изымались из полковой и сотенной юрисдикции и подпадали исключительно под юрисдикцию гетмана а также под его суд (гетман брал их «под свой бунчуг» («під свій бунчук»)).
Крепостничество на землях Войска Запорожского было введено на основании универсала гетмана К. Г. Разумовского от 22 апреля 1760 года, согласно которому крестьяне могли воспользоваться правом перехода с одного места на другое только по письменному разрешению магната, но у последнего при этом оставалось всё имущество крестьянина.

## Универсалы в периоды восстаний и военных действий
В XVIII—XX веках универсалами также называли свои документы самые различные организации и движения. Например, через универсалы обращались к народу руководители восстания Колиивщины в 1768 году: ими был издан универсал к крестьянам с призывом к борьбе против польской шляхты за освобождение «из неволи и ига барского».
Русские военачальники в период военных действий обращались к населению бывших польских территорий через универсалы. В частности, известен универсал русского генерала Тутолмина.

## Универсалы на Украине после революции 1917 года
В 1917—1918 годах Центральная Рада называла универсалами свои главные государственно-политические акты.

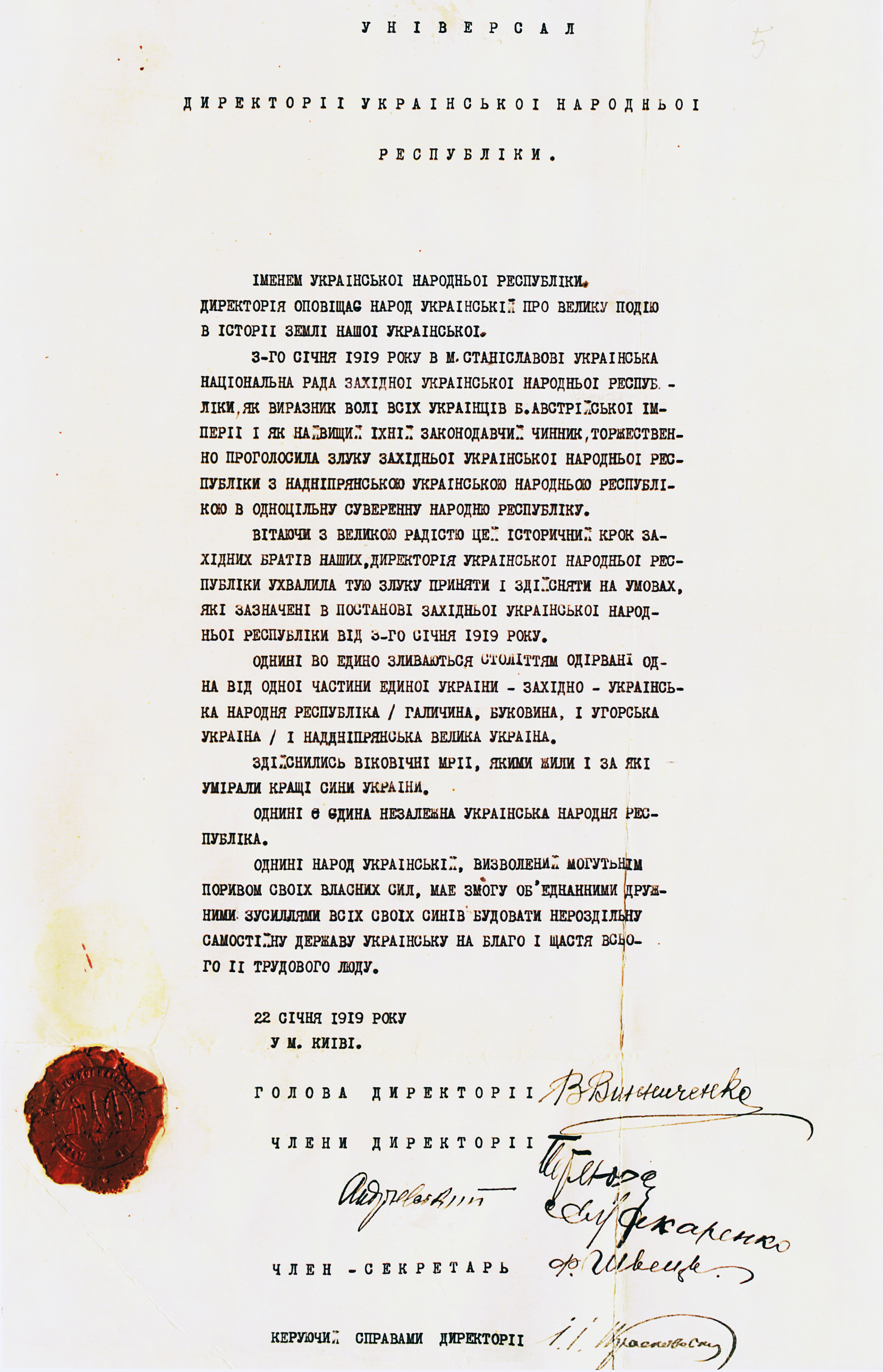
Фото Универсала Директории УНР о Злуке УНР и ЗУНР

Директория УНР также издавала свои универсалы. В частности, 22 января 1919 года был оглашён Универсал Директории об объединении УНР и ЗУНР.
В 2006 году почти всеми политическими силами Украины был подписан Универсал национального единства — документ, содержащий основные принципы внешней и внутренней политики Украины, которым, как предполагалось, должно было придерживаться будущее правительство страны.